# Oberbruch-Dremmen
Oberbruch-Dremmen war eine kurzlebige Gemeinde im Selfkantkreis Geilenkirchen-Heinsberg in Nordrhein-Westfalen. Heute gehört ihr ehemaliges Gebiet zur Stadt Heinsberg im gleichnamigen Kreis.

## Geschichte
Am 1. Januar 1969 bildeten die bisherigen Gemeinden Dremmen, Horst, Oberbruch und Porselen des Amtes Oberbruch-Dremmen die neue Gemeinde Oberbruch-Dremmen. Am 1. Juli 1969 kamen mit dem Gesetz zur Neugliederung von Gemeinden des Selfkantkreises Geilenkirchen-Heinsberg Gebietsteile der aufgelösten Gemeinde Unterbruch hinzu.
Am 1. Januar 1972 wurde die Gemeinde aufgelöst und in die Stadt Heinsberg eingegliedert.